# Raffaella Fiormaria Marin
Raffaella Fiormaria Marin (Grado, 19 dicembre 1960) è una psicologa e politica italiana.

## Biografia
Alle elezioni politiche del 2018 viene candidata, ed eletta, tra le liste della Lega nella circoscrizione Friuli-Venezia Giulia.
Nel 2021 è eletta consigliere comunale di Grado.